# Andrzej Witkowski (generał)
Andrzej Witkowski (ur. 1959) – polski strażak, nadbrygadier Państwowej Straży Pożarnej.

## Życiorys
Był między innymi zastępcą komendanta wojewódzkiego oraz komendantem powiatowym Państwowej Straży Pożarnej w Sieradzu.  4 maja 2011 odebrał akt mianowania na stopień nadbrygadiera z rąk prezydenta RP Bronisława Komorowskiego. W latach 2007–2016 był komendantem wojewódzkim Państwowej Straży Pożarnej w Łodzi. W 2016 przeszedł na zaopatrzenie emerytalne, jego miejsce zastąpił st. bryg. Jarosław Wlazłowski.
W 2002 został odznaczony Srebrnym Krzyżem Zasługi.